# آی‌اواس ۷
آی‌اواس ۷ (به انگلیسی: iOS 7) سیستم‌عامل موبایل طراحی شده توسط شرکت اپل است. این سیستم‌عامل جایگزین آی‌اواس ۶ شده‌است. آی‌اواس ۷ طی کنفرانس جهانی توسعه‌دهندگان اپل در سال ۲۰۱۳ در دهم ژوئن معرفی شد و در پاییز ۲۰۱۳ عرضه شد. این سیستم‌عامل دارای طراحی مجدد واسط کاربر است و بهبودهایی از نظر عملکرد را داراست. آی‌اواس ۷ توسط سر جاناتان آیو، نایب رئیس ارشد بخش طراحی صنعتی اپل طراحی شده‌است. از زمان معرفی اولین نسخه‌ای او اس، ای او اس ۷ بیشترین تغییرات را داشته‌است. همه چیز تغییر کرده‌است و ظاهر سیستم عامل عوض شده‌است.

## تاریخچه
با عرضه آی‌اواس ۶ در سپتامبر ۲۰۱۲ و جایگزینی نرم‌افزار نقشه اختصاصی اپل با نرم‌افزار نقشه گوگل، یک فاجعه را در آی‌اواس به وجود آورد. سرویس نقشه ناقص بود و نقشه‌ها را به خوبی نشان نمی‌داد و باعث شد که تیم کوک از کاربران عذرخواهی کند. کاربران مجبور به استفاده از سرویس‌های نقشه موجود در اپ استور بودند ولی هیچ‌کدام به خوبی نقشه گوگل نبود. در ۲۹ اکتبر ۲۰۱۲ اپل اسکات فورستال، نایب رئیس ارشد بخش ای او اس را اخراج و
جاناتان آیو را جایگزین کرد. کریگ فدریگی، که نایب رئیس ارشد بخش مهندسی نرم‌افزار در اپل بود، به جهت یکپارچگی بیشتر، ای او اس به وظایف او اضافه شد. بعد از اخراج اسکات فورستال، اپل با انتشار آپدیت، تعدادی از مشکلات را حل کرد.
ای او اس ۷ بتا ۱ بعد از کنفرانس توسعه دهندگان اپل، در ۱۰ ژوئن ۲۰۱۳ برای توسعه دهندگان منتشر شد. ای او اس ۷ بتا ۲ در ۲۴ ژوئن ۲۰۱۳ منتشر شد. ای او اس ۷ بتا ۳ در ۸ ژوئیه ۲۰۱۳ منتشر شد. ای او اس ۷ بتا ۴ با یک هفته تأخیر به دلیل هک شدن وب سایت برنامه نویسان اپل در ۲۹ ژوئیه ۲۰۱۳ منتشر شد.

## ویژگی‌های آی‌اواس ۷

### مرکز اعلانیه‌ها
مرکز اعلانیه‌ها نیز به‌طور کامل دست‌خوش طراحی مجدد شده و به ابزاری کاربردی بدل شده‌است. کاربر اکنون می‌تواند تعداد اعلانیه‌هایی که مایل است، مشاهده کند، تنظیم نماید و همچنین این بخش از سیستم‌عامل از طریق صفحه قفل نیز در دسترس است و برای مشاهده آن نیازی نیست تا حتماً وارد اپلیکیشن شوید.
اکنون می‌توانید بخش اعلانیه‌ها را شخصی‌سازی کنید و موارد مرتبط با امروز و هر روز دیگر را تنها با یک نگاه متوجه شوید؛ مثلاً می‌توانید با یک نگاه متوجه شوید که امروز روز تولد بهترین دوست شماست، باید برای منزل میوه تهیه کنید، همسرتان منتظر پاسخ پیامک شماست و اینکه در مسیری که قرار دارید ترافیک حدوداً یک ساعت و چهل و پنج دقیقه به طول خواهد انجامید. همه این‌ها نشان دهنده یکپارچه شدن هرچه بیشتر اپلیکیشن‌های موجود در سیستم‌عامل با بخش اعلانیه‌هاست.

### مرکز کنترل
این اپلیکیشن به تازگی به خانواده iOS اضافه شده‌است و از طریق کشیدن انگشت از سمت پایین صفحه به سمت بالا، نمایش داده می‌شود. با استفاده از این بخش می‌توانید موارد مورد نیاز و ضروری دستگاه خود را تنظیم کنید؛ مثلاً برای روشن یا خاموش کردن بلوتوث، دیگر لازم نیست تا وارد منو شده و از آنجا نیز وارد تنظیمات گوشی شوید و ویژگی مورد نظر را خاموش یا روشن نمایید.
اصولاً این بخش به خاطر راحتی در انجام تنظیمات سریع به iOS اضافه شده‌است. از طریق این بخش می‌توانید حالت پرواز، وای‌فای، بلوتوث، نور فلاش، میزان شفافیت صفحه نمایش و بسیاری از موارد دیگر را تنظیم نمایید. براستی باید گفت که این ویژگی همان چیزی است که کاربران iOS برای مدت‌های طولانی منتظر حضور آن بودند.

### چندوظیفگی
در نسخه‌های پیشین، چندوظیفگی، از اکثر اپلیکیشن‌ها پشتیبانی نمی‌کرد و بعضاً با واکنش‌های تند کاربران خشمگین مواجه می‌شد. اگر با نسخه‌های ابتدایی iOS کار کرده باشید، می‌دانید که قابلیت چندوظیفگی تنها به اپلیکیشن Stock و چند سرویس خاص محدود شده بود، اما دیگر هیچ‌کدام از این محدودیت‌ها وجود ندارند و باید گفت که نسخه هفتم در زمینه چندوظیفگی به‌طور کامل از تمامی سرویس‌ها و اپلیکیشن‌های موجود پشتیبانی می‌کند.
اپل می‌گوید که در نسخه جدید iOS، اپلیکیشن‌ها می‌توانند در حالت پیش‌زمینه بروزرسانی شوند و این عمل به طرز جالبی بدون استفاده از منابع انرژی و در نتیجه کاستن از عمر باتری انجام می‌گیرد. ویژگی جالب بعدی در این زمینه، قابلیت بروزرسانی اپلیکیشن‌های خاص در زمان‌های خاص و در شرایطی که پوشش اینترنت Wi-Fi موجود باشد بنابراین در هزینه‌های اینترنت نیز صرفه‌جویی خواهد شد. با فشار دادن دکمه اعلانیه‌ها، کلیه اپلیکیشن‌ها به‌طور کامل بروزرسانی خواهند شد و دیگر مانند گذشته نیازی نیست تا برای بروز کردن مثلاً اپلیکیشن هواشناسی، وارد محیط اپلیکیشن شوید؛ بلکه همان‌طور که ذکر کردیم تمامی اپلیکیشن‌ها به‌طور مداوم در پیش‌زمینه در حال بروز رسانی شدن می‌باشند و این عمل با کم‌ترین میزان استفاده از منابع سیستم صورت می‌پذیرد. اپل همچنین اعلام نمود که اولویت برای بروز رسانی نرم‌افزارها براساس استفاده کاربر صورت می‌پذیرد، مثلاً برنامه‌ای که بیشتر از آن استفاده می‌کنید در اولویت اول بروز رسانی قرار خواهد گرفت. رابط کاربری جدید چندوظیفگی که به صورت کارتی عمل می‌نماید، ما را به کلی به یاد WebOS می‌اندازد.

### مرورگر سافاری
همگی ما دیگر می‌دانیم که صفحه نمایش ۴ اینچی آیفون برای وب‌گردی خیلی مناسب نیست؛ ولی ابعاد بزرگ‌تر صفحه نمایش تأثیرات ثانویه بسیاری از جمله مشکلات کنترل با یک دست، نگهداری در جیب، اشغال فضای بیشتر و… را دارد که اپل را از بزرگ‌تر کردن صفحه نمایش آیفون بازمی‌دارد. حال که صفحه نمایش بزرگ‌تر نمی‌شود، چرا مرورگر محبوب سافاری را بزرگتر نکنیم؟ این سؤالی است که قطعاً تیم طراح سافاری از خود پرسیده‌اند و نتیجه کار نیز جالب و کاربردی از آب درآمده است.
در iOS ۷ می‌توانید مرورگر سافاری را به حالت تمام صفحه درآورده و با استفاده از فضای بیشتر به مرور وب بپردازید. ویژگی دیگر مشاهده صفحات وب به صورت کارتی است که بسیار شبیه به مرورگر کروم برای iOS و اندروید می‌باشد. بخش جستجوی وب نیز دیگر به‌طور مجزا در مرورگر قرار ندارد و با بخش ورود آدرس وب یکپارچه شده‌است و برای دسترسی به آن باید از بخش منتهی‌الیه سمت راست بخش ورود آدرس استفاده نمایید.
سافاری جدید همچنین از iCloud Keychain پشتیبانی می‌کند که تمامی کلمات عبور و اطلاعات کارت‌های اعتباری کاربر را در فضای ابری ذخیره نموده و با دستگاه‌های متصل به آن، همگام‌سازی می‌نماید. به این ترتیب نیازی نیست که هر بار رمز عبور یا اطلاعات مربوط به کارت اعتباری خود را وارد کنید.

### AirDrop
طبق شایعات، بالاخره امکان اشتراک گذاری اطلاعات بین کاربران iOS از طریق بخش کنترل، با استفاده از AirDrop امکان‌پذیر شد. این قابلیت به شما اجازه می‌دهد که بتوانید اطلاعات خود را با دیگر کاربران iOS که در نزدیکی شما قرار دارند به اشتراک بگذارید؛ مثلاً می‌توانید انتخاب کنید که یک سری از اطلاعات خاص شما برای دوستتان که در نزدیکی شماست ارسال گردد. این قابلیت پاسخی از جانب اپل به سمت سامسونگ و دیگر ابزارهای اندروید بود تا کاربران iOS هم‌گام با کاربران دیگر محصولات بتوانند اطلاعات خود را به راحتی با دیگران به اشتراک بگذارند. البته منظور از دیگران، افرادی است که از یک ابزار مجهز به سیستم عامل اپل بهره ببرند و هنوز امکان اشتراک گذاری محتوا با کاربران ابزارهای دیگر وجود ندارد.
این قابلیت در آیفون ۵، نسل پنجم آیپاد تاچ، نسل چهارم آیپد و آیپد مینی قابل استفاده می‌باشد.

### دوربین و عکاسی
اپلیکیشن دوربین نیز به‌طور کامل بازطراحی شده و رابط کاربری آن نسبت به گذشته بهبود یافته و فیلترهای جدید به آن اضافه شده‌اند. ویژگی جدید، قابلیت سازمان‌دهی نمودن عکس‌ها و فیلم‌ها از طریق زمان عکس برداری آن‌هاست. به این ترتیب قادر خواهید بود تصاویری که در فاصله‌های زمانی مختلف گرفته‌اید را مرتب یا مشاهده نمایید.
همچنین قابلیت به اشتراک گذاری ویدیوها در iCloud نیز اضافه شده‌است.

### سیری
دستیار صوتی سیری نیز به‌طور کامل باز طراحی شده‌است، اضافه شدن صدای مرد، صحبت کردن به زبان‌های انگلیسی، فرانسوی، آلمانی و ده‌ها زبان دیگر تنها بخشی از ویژگی‌های نسل جدید سیری است.
در این نسخه گویش نرم‌افزار به صورت حیرت‌انگیزی به حالت طبیعی درآمده است و هنگامی که با آن در تعامل هستید، انگار با یک انسان صحبت می‌کنید. سیری اکنون می‌تواند تنها با دستورها صوتی شما بلوتوث، میزان روشنایی صفحه، پخش پیام‌های صوتی و بسیاری دیگر از اعمال را بدون نیاز به لمس صفحه انجام دهد و از این طریق زمان زیادی صرفه جویی شود.

### iOS در داخل خودروی شما!
قابلیت‌های iOS در زمینه کارایی در داخل خودرو به طرز چشم‌گیری در نسخه هفت بهبود یافته‌است. اپل یک نسخه مخصوص اتوموبیل از iOS را طراحی کرده، که قرار است در خودروهای مدل ۲۰۱۴ به بعد مورد استفاده قرار بگیرد.
با استفاده از این نسخه مخصوص، راننده می‌تواند به راحتی به مکالمه بپردازد، به دوستانش پیامک ارسال کند، به موسیقی گوش دهد، مسیرها را مشخص کند و قابلیت‌های بسیاری که همه این‌ها به کمک دستیار صوتی قوی این کمپانی، سیری، به وقوع خواهند پیوست. در ضمن نباید فراموش کرد که اپل از سال‌ها پیش به دنبال نفوذ به داخل خودروها بود و اکنون به لطف پیشرفت فناوری، آن‌ها به این مهم دست یافته‌اند.

### اپ‌استور
اپ‌استور نیز تغییر کرده و ویژگی‌های جالبی به آن اضافه شده‌است. برای مثال، فرض کنید که در داخل یک مکان باستانی در حال خرید کردن هستید، اپ‌استور به‌طور خودکار تمامی اپلیکیشن‌های محبوب و مربوط به آن مکان خاص را به شما پیشنهاد می‌کند. این ویژگی جدید باعث می‌شود تا در هر مکان و زمان خاص، بتوانید به بهترین اپلیکیشن‌های موجود دسترسی داشته باشید.

### رادیوی آیتونز
یکی از بزرگترین بروزرسانی‌ها در iOS ۷، پخش کننده جدید موسیقی است. اپلیکیشن جدید موسیقی از رابط کاربری جدیدی بهره می‌برد و همچنین سرویس رادیویی تازه تأسیس Radio آیتونز را به کاربران هدیه می‌کند. این اقدام اپل پاسخی به سرویس‌های موجود نظیر: Sotify, Rdio و Google Music خواهد بود.
با استفاده از رادیوی آیتونز، کاربران می‌توانند به هر تعداد آهنگ که بخواهند به صورت On-Demand گوش دهند و همچنین این قابلیت وجود دارد که ایستگاه‌های رادیویی جدیدی درست مطابق با علاقه و سلیقه کاربران به وجود بیایند. رادیوی آیتونز بر روی آیفون، آیپاد تاچ و نرم‌افزار آیتونز بر روی مک و ویندوز به‌طور رایگان و فقط با پخش تبلیغات، ابتدا در ایالات متحده و سپس در سراسر جهان قابل دسترس خواهد بود. کاربر در صورت تمایل می‌تواند آهنگ در حال پخش را خریداری نماید. به این ترتیب فضای جدیدی برای معرفی موزیک‌ها ایجاد خواهد شد.
از دیگر ویژگی‌های iOS ۷ می‌توان به برقراری تماس صوتی بر روی فیس‌تایم و از طریق شبکه وای‌فای، جستجوی سریع و بهینه در اپلیکیشن Mail و قابلیت مسدود کردن تماس‌های تلفنی، تماس‌های از طریق فیس‌تایم و پیام‌ها اشاره کرد.

## جمع‌بندی
بدون شک، iOS ۷ بزرگترین تغییر را از سال ۲۰۰۷ تاکنون به خود دیده‌است. باید در نظر داشت که تاکنون تمامی مقایساتی که بین سایر سیستم‌های عامل محبوب دنیا و iOS انجام می‌شد، بر اساس طراحی این سیستم‌عامل در سال ۲۰۰۷ بوده‌است؛ اما اکنون رقابت تازه‌ای شکل گرفته‌است و اپل بسیاری از مشکلات موجود در iOS را مرتفع نموده و قابلیت‌های کلیدی را به آن اضافه نموده‌است.
احتمالاً iOS ۷، تجربه دلنشینی را برای میلیون‌ها کاربر تلفن‌های هوشمند آیفون و تبلت‌های آیپد، رقم خواهد زد. نسخه هفتم این سیستم‌عامل به صورت یک بروزرسانی بر روی: آیفون ۴ به بعد، آیپد ۲ به بعد و نسل پنجم آیپاد تاچ، طبق گفته اپل، پاییز ۲۰۱۳ نصب خواهد شد.